# Kolorymetria (fizyka)
Kolorymetria (barwometria) – dział psychofizyki (optyki) zajmujący się ilościowym opisem i charakterystyką barw postrzeganych przez człowieka lub zwierzęta. Obejmuje metody oceny wrażeń wzrokowych za pomocą parametrów fizycznych. Jedną z najprostszych metod jest opis barwy na podstawie przyjętej skali barw. Wyznaczenie barw za pomocą kolorymetrów umożliwia otrzymanie dowolnej barwy poprzez zmieszanie trzech niezależnych barw podstawowych o odpowiednim ich natężeniu (Prawa Grassmanna). Pomiary kolorymetryczne mają duże znaczenie w procesie produkcji barwników, farb, mają zastosowanie również w poligrafii, w fotografii barwnej.